# La Flagellation du Christ (Cimabue)
Pour les articles homonymes, voir La Flagellation du Christ.
La Flagellation du Christ est un tableau de dévotion de Cimabue. Tempera et or sur un panneau en bois de peuplier de 25,2 × 20,3 cm, il constituerait l'un des huit panneaux du Diptyque de dévotion (perdu) composé vers 1280. Il est conservé dans la Frick Collection à New York depuis 1950.

Représentation schématique du Diptyque de dévotion.

## Composition
La Flagellation du Christ est l'un des panneaux peints par le maître de la pré-Renaissance italienne Cimabue vers 1280 constituant le Diptyque de dévotion composé de huit tableaux disposés en deux volets vraisemblablement dispersés au XIXe siècle. Il s'agit du panneau du bas à droite du volet de gauche du Diptyque. C'est une tempera et or sur panneau de peuplier de 25,2 × 20,3 cm.

## Redécouverte, attribution et conservation
Les tableaux sont dissociés et dispersés probablement au XIXe siècle pour entrer individuellement sur le marché de l'art.
La Flagellation du Christ est le premier tableau du Diptyque de dévotion de Cimabue à réapparaître. Trois acquéreurs successifs sont identifiés, les marchands d'art Rolla et Moratilla et la galerie Knoedler à Paris, avant son acquisition par The Frick Collection en 1950. Longtemps son attribution a fait l'objet d'une controverse : Roberto Longhi est le premier à avoir attribué l'œuvre à Cimabue. Cependant, pour Millard Meiss, qui déplore les destructions volontaires, les écorchures accidentelles et les repeints subis par le panneau, c'est l'un des premiers Duccio. De leur côté Meyer Schapiro et John Pope Hennessy l'attribuent indistinctement à un disciple de Cimabue. Schapiro, contre l'avis de Meiss, estime que le retable dont provient le tableau est une commande de la fraternité bolonaise des flagellants (les battuti en italien).
La redécouverte en 2000 de la Vierge à l'Enfant trônant et entourée de deux anges, son rapprochement avec La Flagellation et la confirmation de l'appartenance des deux tableaux au Diptyque de dévotion de Cimabue conduit Miklós Boskovits, expert de la Renaissance à l'Université de Florence à modifier l'attribution de la Flagellation de Duccio à Cimabue et Luciano Bellosi, spécialiste et autorité incontestée de Cimabue, confirme l'attribution de la Flagellation du Christ et de la Vierge à l'Enfant au maître de la pré-Renaissance italienne.
Le tableau est conservé depuis 1950 à la Frick Collection de New York sous le numéro d'inventaire 50.1.159.
La Dérision du Christ, un troisième tableau supposé appartenir au même Diptyque, est découvert dans une collection privée près de Compiègne en 2019 avant d'être acquis par le musée du Louvre en 2023.

## Exposition
Une conférence, "La Dérision du Christ" de Cimabue L'Œuvre en scène par Thomas Bohl est programmée le 13 novembre 2024 préalablement à l'exposition organisée du 22 janvier au 12 mai 2025 par le musée du Louvre, Revoir Cimabue Aux origines de la peinture italienne, réunissant les trois tableaux du Diptyque de dévotion et la Maestà restaurée.